# Badinaba
Badinaba (persiska: بادین آباد پائین, Bādīnābād) är en ort i Iran.   Den ligger i provinsen Västazarbaijan, i den nordvästra delen av landet, 600 km väster om huvudstaden Teheran. Badinaba ligger 1 472 meter över havet och antalet invånare är 518.
Terrängen runt Badinaba är varierad.Runt Badinaba är det ganska glesbefolkat, med 48 invånare per kvadratkilometer. Närmaste större samhälle är Piranshahr, 13,9 km norr om Badinaba. Trakten runt Badinaba består till största delen av jordbruksmark.